# Daniel Libeskind

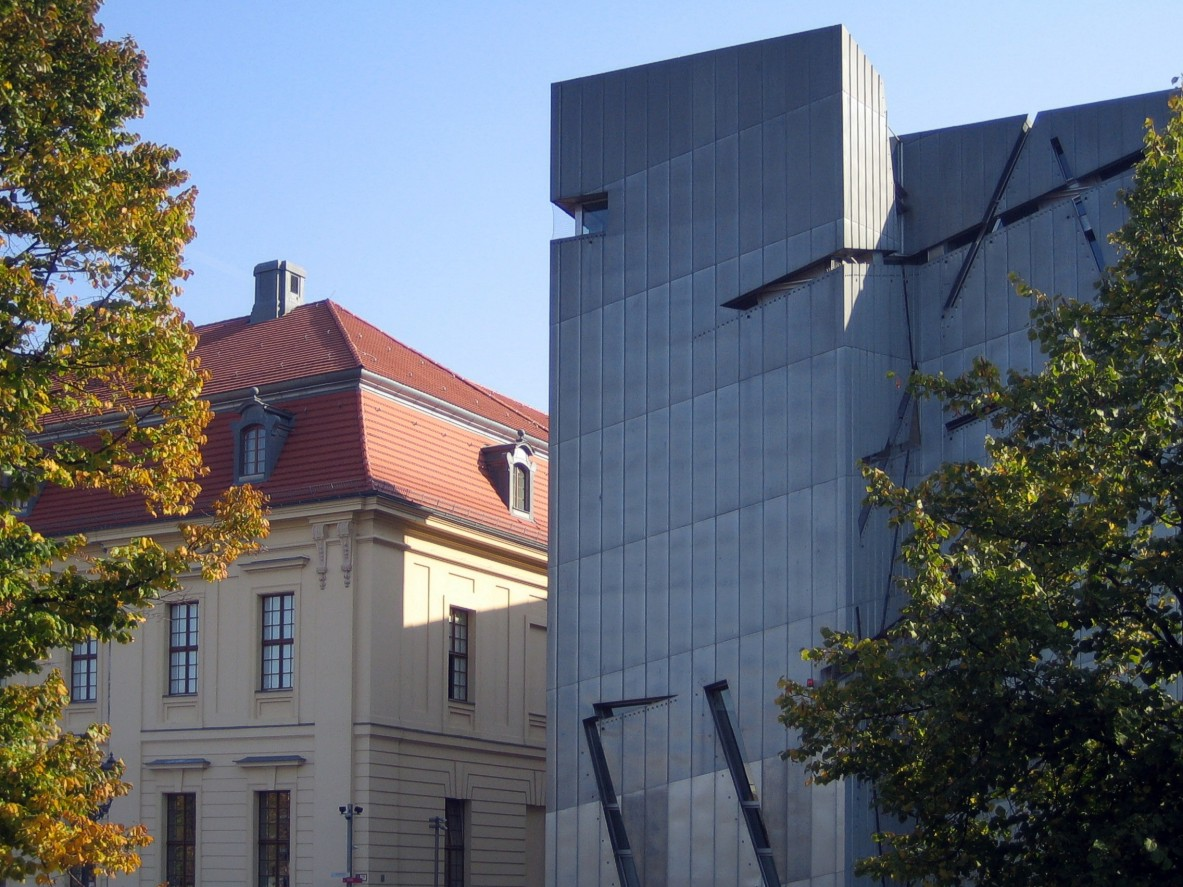
Del av Jüdisches Museum Berlin (höger sida)

Daniel Libeskind, född 12 maj 1946 i Łódź, Polen, är en amerikansk arkitekt, konstnär och scenograf. År 1989 grundade han Studio Daniel Libeskind.
Liebeskind, som är av polsk-judisk härkomst, är känd för flera museibyggnader men hans portfölj innehåller också flera bostadsprojekt. Hans arbeten har ställts ut på stora museer och gallerier runt om i världen, bland annat på Museum of Modern Art, Bauhaus Archives, Art Institute of Chicago, och Centre Pompidou. Den 27 februari 2003 vann Libeskinds översiktsplan tävlingen för återuppbyggnad av World Trade Center på nedre Manhattan.

## Verk i urval
- Jüdisches Museum Berlin i Berlin, Tyskland
- del av Denver Art Museum i USA
- Imperial War Museum North i Salford Quays, England
- Michael Lee-Chin Crystal på Royal Ontario Museum i Toronto, Kanada
- Felix Nussbaum Haus i Osnabrück, Tyskland
- (Dansk Jødisk Museum) i Köpenhamn, Danmark
- Wohl Centre vid Bar-Ilan University i Ramat Gan, Israel
- National September 11 Memorial & Museum, New York, USA

Daniel Libeskind finns representerad vid bland annat Victoria and Albert Museum, Museum of Modern Art, Vitra Design Museum, Art Institute of Chicago och San Francisco Museum of Modern Art.